# Crónica de Castilla
Crónica de Castilla är en omarbetning av den sista delen av Alfonso X:s Estoria de España som sträcker sig från Ferdinand I:s regering till Ferdinand III:s av Kastilien, skriven omkring 1300, under Ferdinand IV:s regeringstid.
Den version som presenteras i Crónica de Castilla av den sista delen av Estoria de España antar en helt annan synvinkel än den alfonsinska krönikans, som representerade Spaniens historia utifrån Alfonso X den Vises egna politiska ambitioner och intressen. Sålunda var tendensen gentemot ett enande av den iberiska halvön under kastilianskt beskydd och den spanske kungens potentiella uppnående av titeln som tysk-romersk kejsare. Crónica de Castilla, å andra sidan, har av de flesta forskare ansetts representera en aristokratisk synvinkel på det förflutna, vilken motsätter sig kungens.
Crónica de Castilla innehåller den mest kompletta prosaversionen eller bearbetningen av en antagen förlorad episk dikt om Rodrigo Díaz de Vivars (El Cid) ungdomliga dåd, Cantar de las mocedades de Rodrigo. Den presenterar också versioner som skiljer sig från de som finns i Estoria de España av andra ej bevarade episka dikter, såsom Cantar de Sancho II och, enligt Diego Catalán, tidigare etapper av Cantar de mio Cid.
På grund av det faktum att krönikan inkluderade skildringar av det närmast förflutna, fick denna version stor spridning och inflytande under 1300- och 1400-talen. Detta påvisas också av att krönikan har bevarats i närmare ett tjugotal handskrifter. Manuel Hijano Villegas har argumenterat för att krönikans publik inte skiljer sig nämnvärt från den tilltänkta publiken för tidigare historieskrivning (såsom Estoria de España), utan att den avgörande skillnaden är att den ideologiskt och stilistiskt närmar sig denna publiks förväntningshorisont.
Krönikan är huvudkällan till de portugisiska Livro de linhagens do conde D. Pedro och Crónica de 1344 av Pedro Afonso, greve av Barcelos.

## Utgåvor
- Patricia Rochwert-Zuili, Crónica de Castilla, Paris, Séminaire d'études mediévales hispaniques de Paris-Sorbonne, 2010. - ISBN 978-2-919448-00-5 Version i pdf-format